# Vasco Anes de Soalhães
Vasco Anes de Soalhães (? - c. 1350) foi o 1.º senhor do morgado de Soalhães instituído por D. João Martins de Soalhães (Soalhães? - Braga, 1 de Maio de 1325).

## Relações familiares
Foi filho de D. João Martins de Soalhães, que foi bispo de Lisboa de 1294 até 1313) e arcebispo de Braga de 1313 até 1325 e filho de Lourenço Martins e de D. Fruela Viegas, filha de D. Egas Henriques Portocarreiro, "o bravo" (1146 -?) e de D. Teresa Gonçalves de Curveira. Casou com  Leonor Rodrigues Ribeiro filha de Rodrigo Afonso Ribeiro e de Maria Pires de Tavares (1200 -?), de quem teve:
1. Rui Vasques Ribeiro (1300 -?), foi o 2.º senhor do morgado de Soalhães, casou por duas vezes, a primeira com Marinha Gonçalves de Chacim e a segunda com D. Margarida Gonçalves de Sousa (ou de Briteiros) filha de D. Gonçalo Anes de Briteiros (1270 -?) e de Maria Afonso Chichorro (1280 – 1379).